# Płaskie zginanie pręta

Zginanie pręta

Zginanie – w wytrzymałości materiałów stan deformacji, przy którym pręt prosty w stanie niezdeformowanym, po deformacji jest zakrzywiony (wykazuje różną od zera krzywiznę jego osi).
Zginanie

jest dominującym sposobem pracy elementów konstrukcji, którymi są belki.
Ze względów technicznych, dla materiałów liniowo-sprężystych, rozróżnia się kilka przypadków szczególnych zginania:
- czyste zginanie – naprężenia w przekroju redukują się jedynie do momentu zginającego, brak jest sił podłużnych i sił poprzecznych (ścinających),
- proste zginanie – naprężenia redukują się do momentu i sił poprzecznych,
- ściskanie/rozciąganie mimośrodowe – naprężenia redukują się do momentu i siły podłużnej, siły poprzeczne mogą, ale nie muszą wystąpić.

Zginanie jest pokrewne rozciąganiu i ściskaniu, gdyż powoduje pojawienie się naprężeń normalnych w przekrojach poprzecznych elementu. W przeciwieństwie jednak do rozciągana i ściskania, rozkład naprężeń normalnych w przekroju elementu jest nierównomierny.

## Teoria Bernoulliego-Eulera zginania pręta
Założeniem tej teorii jest, że odcinek prosty i prostopadły do osi pręta przed deformacją pozostaje prosty i prostopadły po deformacji.
Skutkiem tego założenia jest równanie odkształceń wzdłuż wysokości przekroju. Przy założeniu, że odkształcenie na osi pręta (z=0) jest zerowe odkształcenia wynoszą:
{\displaystyle \epsilon _{x}=\pm {\frac {z}{\rho }},}
gdzie arbitralność znaku wynika z przyjętej parametryzacji dla obliczenia promienia krzywizny.
Odkształcenia wywołują naprężenia normalne:
{\displaystyle \sigma _{x}=\pm E{\frac {z}{\rho }}.}
Obliczając siłę podłużną w przekroju
{\displaystyle N=\int _{A}\sigma _{x}dA=\pm E\int _{A}{\frac {z}{\rho }}dA=\pm {\frac {E}{\rho }}\int _{A}zdA=\pm {\frac {E}{\rho }}S_{x}}
oraz moment zginający
{\displaystyle M=\int _{A}z\sigma _{x}dA=\pm E\int _{A}{\frac {z^{2}}{\rho }}dA=\pm {\frac {E}{\rho }}\int _{A}z^{2}dA=\pm {\frac {E}{\rho }}J_{x},}
gdzie {\displaystyle J_{x}} jest momentem bezwładności względem osi {\displaystyle x} pręta.
Jeśli wielkości przekrojowe są obliczanie względem środka ciężkości przekroju, to {\displaystyle S_{x}=0} oraz {\displaystyle N=0} (zginanie bez siły podłużnej). Wtedy pozostaje jedno równanie
{\displaystyle {\frac {EJ_{x}}{\rho (x)}}=\pm M(x).}
Stąd można wyliczyć promień krzywizny i uzyskać równanie naprężeń wzdłuż wysokości przekroju
{\displaystyle \sigma _{x}(z)=\pm {\frac {z\cdot M}{J_{x}}}.}
Dla nieskończenie małych przemieszczeń i odkształceń krzywiznę przybliża się drugą pochodną równania linii ugięcia:
{\displaystyle {\frac {1}{\rho }}\approx \pm w''(x),}
otrzymując równanie różniczkowe:
{\displaystyle EJ_{x}w''(x)=\pm M(x),}
gdzie znak należy dobrać stosownie do konwencji znakowania momentów.
Jeśli {\displaystyle M(x)=const} to jest to przypadek czystego zginania. Równaniem linii ugięcia jest parabola i jest to rozwiązanie ścisłe, pozbawione sprzeczności.
Jeśli moment jest zmienny względem x to z tw. Schwedlera-Żurawskiego wynika istnienie sił poprzecznych. Wtedy równanie linii ugięcia staje się równaniem czwartego rzędu:
{\displaystyle EJ_{x}w^{IV}=-q(x).}
Jest to przypadek prostego zginania. Prowadzi on do wewnętrznie sprzecznego rozwiązania – nie są spełnione warunki nierozdzielności. Pomimo tego jest on używany do praktycznego projektowania, gdyż dla prętów długich w stosunku do rozmiarów przekroju błąd jest pomijalny. Dla prętów krępych (krótkich w stosunku do wymiarów przekroju) zginanie jest lepiej opisywane przez teorię Timoshenki.
Maksymalne naprężenie normalne w przekroju poprzecznym jest osiągane dla {\displaystyle z_{max}} i wynosi:
{\displaystyle \sigma _{max}={\frac {M_{x}}{W_{x}}},}
gdzie:
{\displaystyle \sigma _{max}} – maksymalne naprężenie normalne,
{\displaystyle M_{x}} – moment gnący (zginający),
{\displaystyle W_{x}} – wskaźnik wytrzymałości przekroju na zginanie, którego wartość wynosi {\displaystyle W={\frac {J_{x}}{z_{max}}}} i zależy od rozmiaru i kształtu przekroju elementu.
Zgodnie z hipoteza wytężeniową naprężenie musi spełniać warunek:
{\displaystyle \sigma _{max}<k_{g},}
gdzie:
{\displaystyle k_{g}} – dopuszczalna wytrzymałość na zginanie.